# Юрчишин, Владимир Иванович
Владимир Иванович Юрчи́шин (1935—2010) — советский и украинский художник-график, мастер книжного оформления.

## Биография
Родился 27 июля 1935 года (по другим источникам — 1934 года) в селе Дахнов, на Любачувщине (ныне Польша) в семье Ивана и Варвары Юрчишиных. В сентябре 1945 года семья художника переселилась на Украину.
В 1952-1957 годах учился в Львовском полиграфическом институте имени Ивана Фёдорова (педагог по профессии В. Форостецкий), увлекаясь творчеством Е. Л. Кульчицкой. По окончании института работал в киевских издательствах «Наукова думка», «Искусство», «Где школа», «Днепр», а также в журналах «Народное творчество и этнография», «Изобразительное искусство». Значительное влияние на художника оказало общение со знатоком древней украинской гравюры П. Поповым, известной исследовательницей В. Свенцицкой, мастерами украинского народного искусства.
Работал преимущественно в области книжной графики. За полуторасталетний период деятельности разработал и спроектировал огромное количество изданий, в частности произведений Т. Г. Шевченко, «Повести временных лет» (1982), «Летописи» С. Величка (1991), романа А. Е. Ильченко «Казацкому роду нет переводу» (1967), сборников «Украинские песни выданы М. А. Максимовичем» (1962), «Закарпатские песни и частушки» (1965), «Народные песни Буковины в записях Ю. Федьковича» (1968), «Песни с полонины» (1970), «Народные жемчужины» (1971), «Народные песни в записях Леси Украинки и с её пения» (1971), «Украинские народные песни в записях Осипа и Федора О. М. Бодянских» (1978), исследовательских работ В. Свенцицкой «Иван Руткович» (1966), А. Белецкого «Украинская портретная живопись XVII—XVIII вв.» (1969), Н. Драгана «Украинская декоративная резьба XVI—XVIII вв.» (1970), Я. Запаска «Художественное наследие Ивана Федорова» (1974), Я. Запаска, Я. Д. Исаевича «Памятники книжного искусства» (1981—1984), Из. Тарахан-Березы «Шевченко — поэт и художник» (1985), В. Овсийчука «Мастера украинского барокко. Жолковский культурный очаг» (1991), С. И. Белоконя «Массовый террор как средство государственного управления в СССР» (1999), каталогов художественных выставок.
Мастерски использовавшего в орнаментальных мотивах современной книги достижения древней украинской гравюры и народной картинки. Макеты Юрчишина — уникальное явление искусства украинской книги, где удачно совмещены рукописный шрифт и наборный текст, геометрический и растительный орнаменты подчинены единому конструктивному замыслу.
Кроме книжной графики, создал много станковых произведений — эстампы «Семья» (1988—1994), «Судьба тернистой дорогой» (1978—1995), серии «Думы» (1974—1979), «Сычи» (2007—2008), плакат «1814—1861» (2008), посвященный Т. Г. Шевченко, и другие.
Один из разработчиков современного украинского шрифта.
Умер 17 августа 2010 года в Киеве.

## Награды и премии
- Заслуженный деятель искусств УССР (1990)
- Государственная премия УССР имени Т. Г. Шевченко (1990) — за подготовку и выпуск издания «Летопись Русская»

## Произведения

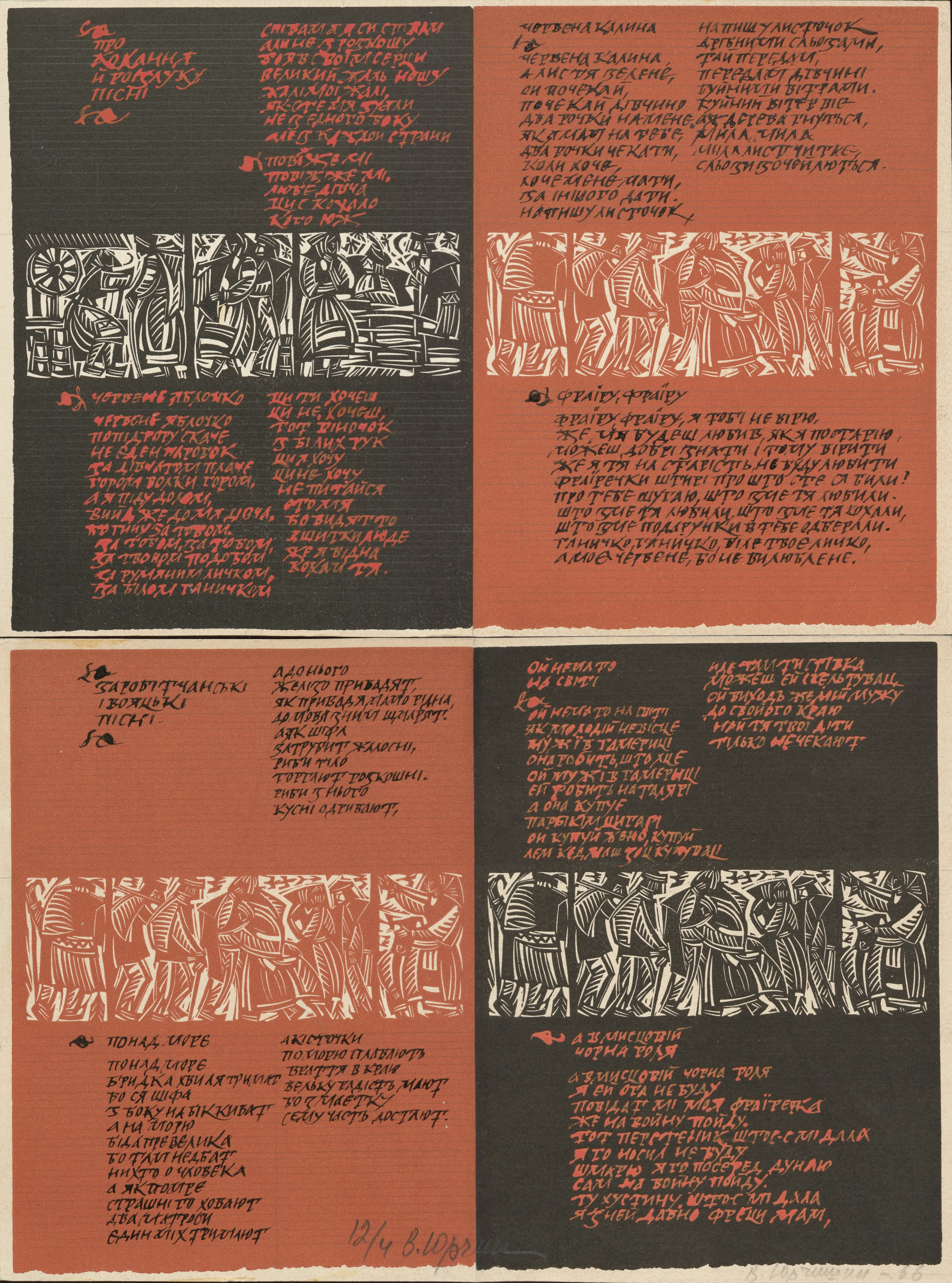
Лемковские песни (1966—1975)
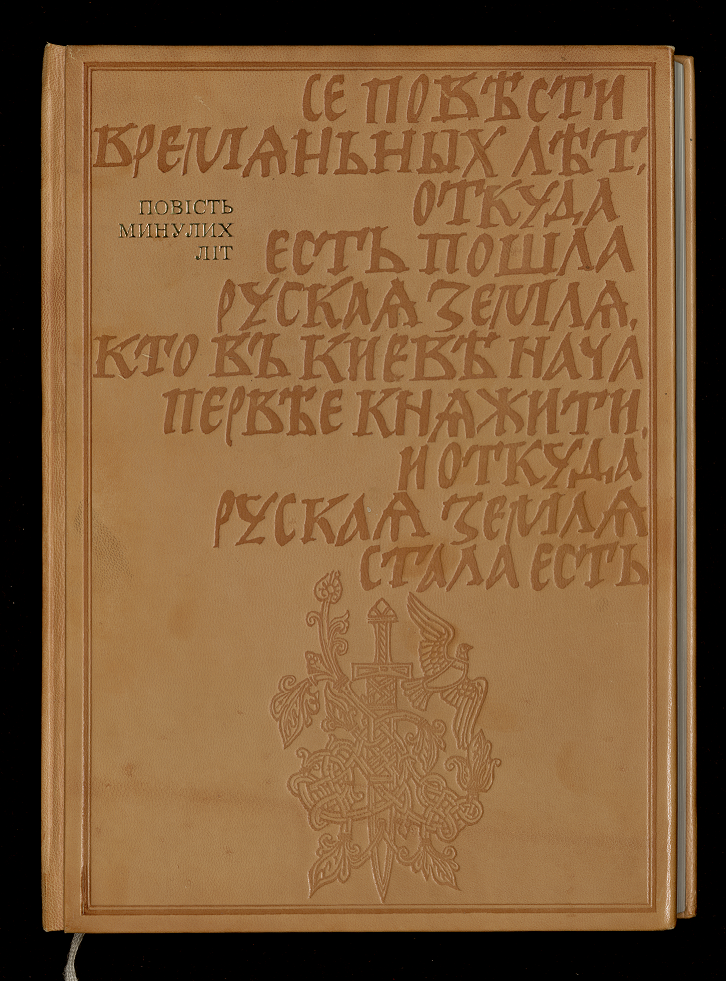
Повесть временных лет. Обложка (1982)
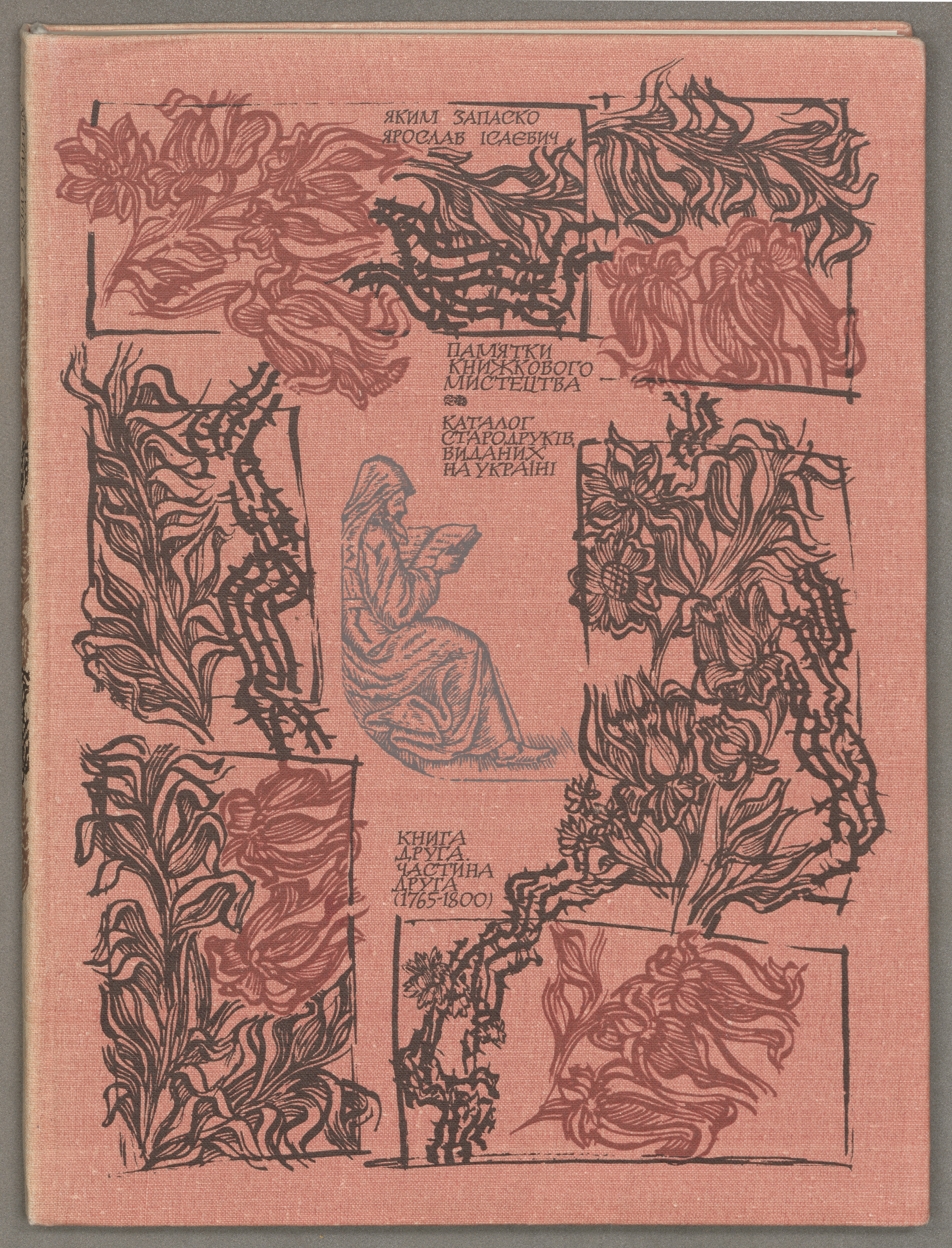
Памятники книжного искусства. Обложка (1984)